# Bernard Giudicelli
Pour les articles homonymes, voir Giudicelli.
Bernard Giudicelli, né le 20 février 1958 à Marseille, est un dirigeant sportif français, ancien président de la Fédération française de tennis, entre 2017 et février 2021.

## Biographie
Il est issu d'une famille de pêcheurs d'origine corse. Marié et père de deux enfants, il exerce la profession de directeur d'une mission locale à Bastia.
Il commence à s'intéresser au tennis en 1979, lors de la finale de Roland-Garros entre Björn Borg et Víctor Pecci.
À partir de 1991, il dirige la Ligue corse de tennis (qu'il a fondée).  
Il a été élu vice-président de la FFT avec Christian Bîmes en 1993 puis démis de ses fonctions en 1995.  
En 2009, avec Jean Gachassin comme président, il devient vice-président délégué et conduit le projet de modernisation de Roland-Garros.  
En 2010, il intègre la commission olympique de l'ITF et participera à l'organisation de l'épreuve olympique des Jeux de Londres de 2012.  
En 2013, il devient secrétaire général de la FFT.  
En septembre 2015, Bernard Giudicelli est élu au board de la Fédération internationale de tennis, puis en décembre 2015, président du comité de la Coupe Davis (il est le premier français à occuper ce poste depuis la création de l'épreuve en 1900).
Le 18 février 2017, il succède à Jean Gachassin, au poste de président de la  Fédération française de tennis (FFT), en étant élu avec 51,9 % des suffrages.
Le 19 septembre 2017, Bernard Giudicelli est condamné pour diffamation envers l'ancien joueur de tennis Gilles Moretton. Cette condamnation nécessite une modification de la constitution de la Fédération internationale de tennis (ITF) pour qu'il puisse en rester membre du board.
Bernard Giudicelli soutient fortement, contre l'avis de nombreux joueurs et d'acteurs du tennis français, le lucratif projet de réforme radicale de la Coupe Davis porté par le président de l'ITF  David Haggerty. Le 16 août 2018, la fédération internationale vote aux deux-tiers pour cette réforme ainsi adoptée, la France, via le président de la FFT, apportant ses douze voix. La position de Bernard Giudicelli continue par la suite à rencontrer une forte opposition. Le 19 septembre, Georges Deniau lui adresse ainsi une lettre ouverte, « au nom de la majorité du million de licenciés de notre FFT qui t'ont élu et des millions de personnes qui regardent avec passion la Coupe Davis » et où il lui demande de « Reconnaitre [son] erreur, Il est encore temps. ». 
Venu au tennis sur le tard, il n'a pas été joueur de haut niveau et a occupé toutes les fonctions de bénévole : initiateur (sa passion), juge-arbitre interclubs et tournois, dirigeant de club, de département, de ligue et de la Fédération.
Le 5 novembre 2020, Médiapart révèle qu'il aurait, en 2019, usurpé le titre de docteur en économie afin d'appuyer sa candidature au conseil d’administration de l’International Tennis Federation.
Le 13 février 2021, Gilles Moretton devient le nouveau Président de la FFT. La liste de Bernard Giudicelli « Agir et Gagner 2024 » ne recueille que 3 581 voix, soit 38,80 % des suffrages exprimés (contre 5 648 voix et 61,20 % pour celle de son adversaire, « Ensemble Pour un Autre Tennis »).